# 382
Évszázadok: 3. század – 4. század – 5. század
Évtizedek: 330-as évek – 340-es évek – 350-es évek – 360-as évek – 370-es évek – 380-as évek – 390-es évek – 400-as évek – 410-es évek – 420-as évek – 430-as évek
Évek: 377 – 378 – 379 – 380 –  381 – 382 – 383 – 384 – 385 – 386 – 387

## Események

### Római Birodalom
- Claudius Antoniust és Afranius Syagriust választják consulnak.
- Október 3. - a Theodosius császárt képviselő Ricomer és Saturninus hadvezérek békét kötnek a gótokkal. Katonai szolgálat fejében engedélyezik nekik, hogy egy tömbben letelepedjenek a birodalomban (főleg Moesiában) és saját törvényeik szerint, saját vezetőik alatt éljenek. A gót háború véget ér.
- Magnus Maximus hadvezér Britanniában visszaveri a piktek és skótok betörését.
- Ambrosius mediolanumi püspök sugallatára Gratianus császár elkoboz minden pogány templomot és szentélyt, jövedelmeiket a kincstár veszi át. A szenátus gyűlésterméből elviteti Victoria istennő szárnyas szobrát és megvonja a Vesta-szüzek előjogait. A neves szónok Symmachus a szenátus nevében tiltakozik a császárnál, de hiába.
- I. Damasus pápa zsinatot hív össze Rómában, amelyen meghatározzák az Ó- és Újtestamentum kanonizált könyveit és eretnekségnek nyilvánítják a kereszténység appollinarista irányzatát. Damasus titkárává fogadja Stridoni Hyeronimust, a neves teológust és megbízza őt a Biblia latin fordításának felülvizsgálatával. Ebből a munkából születik a Biblia Vulgata változata.

## Születések
- Csin An-ti, kínai császár

## Halálozások
- Laodiceai Apollinaris, teológus, az appolinarizmus alapítója

## Fordítás
- Ez a szócikk részben vagy egészben  a(z)   382 című francia Wikipédia-szócikk ezen változatának fordításán alapul.  Az eredeti cikk szerkesztőit annak laptörténete sorolja fel. Ez a jelzés csupán a megfogalmazás eredetét és a szerzői jogokat jelzi, nem szolgál a cikkben szereplő információk forrásmegjelöléseként.